# Гогич, Синиша
Синиша Гогич (сербохорв. Siniša Gogić / Синиша Гогић, греч. Σίνισα Γκόγκιτς; род. 20 октября 1963, Ниш) — кипрский футболист сербского происхождения, выступавший на позиции нападающего. Играл за югославские клубы «Раднички» (Ниш) и «Рад», греческий гранд «Олимпиакос» (Пирей) (1997—2000), кипрские команды АПОЭЛ, «Анортосис» и «Олимпиакос» (Никосия), а также сборную Кипра. После окончания карьеры игрока стал тренером.

## Карьера игрока

### Клубная карьера
Гогич родился в Нише, СФРЮ, и там же начал свою карьеру, играл за клубы чемпионата Югославии, «Раднички» и «Рад». В 1989 году Гогич переехал на Кипр и играл за АПОЭЛ, с которым выиграл чемпионат в своём первом сезоне. В том же году Гогич стал лучшим бомбардиром Первого дивизиона Кипра, забив 19 голов. Он оставался в АПОЭЛ в течение ещё нескольких лет, снова выиграл чемпионат в сезоне 1991/92 и Кубок Кипра в сезоне 1992/93. В 1993 году после ссоры с тренером АПОЭЛ он покинул клуб и перешёл в «Анортосис», где снова стал лучшим бомбардиром, на этот раз с 26 голами. В следующем сезоне 1994/95 он помог «Анортосису» впервые за 32 года выиграть чемпионат и забил 24 гола (второй лучший бомбардир). Сезон 1996/97 он также провёл хорошо (14 мячей в 13 играх) и привлёк интерес «Олимпиакоса». Он присоединился к клубу в возрасте 33 лет и, несмотря на возраст, проявил отличные атакующие способности.
Он оставался в «Олимпиакосе» четыре года, в течение которых клуб доминировал в отечественной лиге. За эти четыре года «Олимпиакос» четыре раза становился чемпионом Греции. Сезон 1998/99 был наиболее успешным для «Олимпиакоса», клуб сделал «золотой дубль» и впервые в своей истории достиг четвертьфинала Лиги чемпионов УЕФА.
В матче группового этапа против «Порту» «Олимпиакос» проигрывал со счётом 2:0, Гогич вышел на последние пять минут и сравнял счёт, забив второй гол «Олимпиакоса». Он забил ещё несколько голов на групповом этапе и помог «Олимпиакосу» выйти в 1/4 финала. Там его команда сошлась с «Ювентусом». После поражения в гостях на «Делле Альпи» со счётом 2:1 «Олимпиакосу» нужно было забить дома хотя бы один гол. Гогич играл в течение всего ответного матча на Олимпийском стадионе в Афинах и в течение первых 15 минут он забил гол. Этот результат выводил «Олимпиакос» в полуфинал, но на 85-й минуте Антонио Конте сравнял счёт, и «Олимпиакос» вылетел из турнира.
Гогич считался одним из лучших игроков «Олимпиакоса» в период успеха как на национальной, так и на европейской арене. Фанаты дали ему прозвище «Pappous», что означает «дедушка», потому что даже на заре своей карьеры он играл на высоком уровне.
В 2000 году Гогич покинул «Олимпиакос» и вернулся на Кипр, где снова присоединился к своему бывшему клубу АПОЭЛ. В 2001/02 сезоне он помог своей команде ещё раз выиграть чемпионат, забив 16 голов в 26 матчах.
В 2002/03 сезоне после финансовых разногласий с АПОЭЛ он играл в течение шести месяцев за «Олимпиакос Никосия», где и закончил свою карьеру.

### Международная карьера
Прожив в течение значительного времени на Кипре, Гогич получил кипрское гражданство и был вызван играть за сборную. Между 1994 и 1999 годами он забил 8 голов за Кипр, в том числе один памятный гол, принёсший Кипру победу над Испанией в 1998 году. Также он забил два гола в матче против Израиля, когда Кипр выиграл со счётом 2:0 в рамках квалификации к чемпионату мира 1998. Всего в составе сборной Гогич провёл 37 матчей и забил восемь голов.

## Карьера тренера
В марте 2004 года Гогич стал исполняющим обязанности тренера «Олимпиакоса», пробыл на посту всего два дня. Затем возглавлял молодёжный состав клуба, после чего в возрасте 44 лет стал тренером кипрской команды «Аполлон Лимасол». 14 сентября 2008 года он был назначен помощником тренера клуба «Црвена Звезда», а 9 мая 2009 года стал исполняющим обязанности главного тренера команды, заменив Чедомира Яневского. 12 июня 2009 года Гогич принял предложение президента «Панетоликоса» Фотиса Костуласа, заменив на тренерском мостике Василиса Далапераса. 18 февраля 2010 года он подписал контракт с «Шэньчжэнь Руби». В течение 2011/12 сезона он тренировал молодёжную команду «Олимпиакоса». В июне 2012 года Гогич был нанят вылетевшим в Футбольную лигу «Эрготелисом». В мае 2013 года Гогич был нанят «Ираклисом».

## Личная жизнь
Его сын Алекс Гогич (род. 1994) также стал профессиональным футболистом.